# Clytiomya atra
Clytiomya atra är en tvåvingeart som först beskrevs av Robineau-desvoidy 1830.  Clytiomya atra ingår i släktet Clytiomya och familjen parasitflugor. Inga underarter finns listade i Catalogue of Life.